# 限额成本设计
限額成本設計（Design-to-Cost，簡稱DTC），是一種成本管理的技巧，是一種系統化控制新產品開發的成本以及製造成本的作法。其基礎概念是成本是「設計進產品裡的」，甚至從最早的概念決策就開始，而且後面很難移除。成本也是在專案管理上和專案規模、時程一樣重要的要素，這三個組成了專案管理三角形。
若在產品生命週期的開始和概念階段，及早作正確的設計決策，可以避免後續不必要的成本。但限額成本設計也試圖找出在整個開發過程中，成本控制必要的措施。在限額成本設計，成本考慮會是延伸需求規格的一部份。
限額成本設計和目標成本法有關，但限額成本設計不代表產品最後的成本就會符合定義成本，限額成本設計是「在產品開發活動中，將成本視為是一個設計參數」。限額成本設計也和design-to-value相反，後者強調要交託給顧客的價值，限額成本設計則強調製造商或公司的生產成本。